# Franz Zingler
Franz Zingler (* 14. September 1922 in Voitsberg; † 25. Mai 1984 in Cividale del Friuli) war ein österreichischer Politiker (SPÖ) und Elektromonteur. Er war von 1958 bis 1979 Abgeordneter zum österreichischen Nationalrat.
Zingler besuchte nach der Pflichtschule die Berufsschule und erlernte den Beruf des Elektromonteurs für Kraftwerksbauten. Zudem absolvierte er eine volkswirtschaftliche Schule. Er arbeitete ab 1942 als Elektromonteur und Betriebselektriker im Dampfkraftwerk Voitsberg und war danach von 1942 bis 1945 als Monteur für Kraft- und Umspannwerke bei Siemens Schuckert in Graz eingesetzt. Ab 1945 war er bei der STEWEAG in Graz beschäftigt, wo er bis zum Zentralbetriebsratsobmann aufstieg. Daneben war er als Landesfunktionär der SPÖ Steiermark sowie in der Gewerkschaft der Metall- und Bergarbeiter aktiv und übte zwischen 1965 und 1975 das Amt des Vizebürgermeisters von Voitsberg aus. Zudem war er Vizepräsident des Steirischen Zivilschutzverbandes und Vorsitzender der Fondskommission des Österreichischen Wasserwirtschaftsfonds im Bundesministerium für Bauten und Technik. Zingler vertrat die SPÖ vom 10. Feber 1958 bis zum 22. Jänner 1979 im Nationalrat.